# Rádio Pyramída
Rádio Pyramída (anciennement Rádio Klasika) est une station de radio publique slovaque appartenant à la RTVS diffusée par satellite et sur internet depuis 2009. Elle diffuse de la musique classique.